# Legión Letona
La Legión Letona (en letón: Latviešu leģions) fue una formación militar de la Waffen-SS creada en 1943 durante la Segunda Guerra Mundial y conformada principalmente con reclutamientos de letones.
La Legión Letona la componían dos divisiones de granaderos de la Waffen-SS:
- 15.ª división SS de granaderos (1.ª Letona)
- 19.ª división SS de granaderos (2.ª Letona)

La 15.ª División estaba administrativamente subordinada al VI Cuerpo de Voluntarios de la SS, pero operacionalmente estaba en la reserva o a disposición del XXXXIII Cuerpo, dentro del 16.º Ejército del Grupo de ejércitos del Norte. La 19.ª División, resistió en la Bolsa de Curlandia hasta mayo de 1945, cerca del final de la guerra, estando entre las últimas fuerzas nazis que se rindieron.

## Historia

### Creación
La Legión Letona fue creada en enero de 1943 bajo las órdenes de Adolf Hitler siguiendo un requerimiento del Reichsführer-SS Heinrich Himmler. El núcleo inicial de la Legión Letona lo formaban batallones auxiliares de policía de la Letonia ocupada por la Alemania nazi, los Schutzmannschaft, los cuales habían sido formados varios años antes y habían sido previamente entrenados para labores anti-partisanas. También, muchos otros, fueron transferidos desde el célebre Kommando Arajas, unidad militar responsable de numerosas atrocidades cometidas contra judíos y civiles a lo largo de la frontera entre Letonia y la Unión Soviética.
Un mes después de la formación de la Legión Letona las autoridades alemanas de ocupación comenzaron el reclutamiento militar obligatorio de hombres adultos letones. Al recluta se le daba a escoger entre servir en las legiones de la Waffen-SS, en grupos auxiliares de la Wehrmacht o ser enviado a un campo de trabajo en Alemania. Quienes trataban de evitar estas opciones eran arrestados y enviados a campos de concentración. Como resultado, sólo entre el 15-20% de soldados que sirvieron en la Legión Letona eran realmente voluntarios. A pesar de todo, algunos letones desertaron para evitar servir a los esfuerzos nazis.
Conforme el Tercer Reich fue perdiendo la guerra, el reclutamiento se fue extendiendo cada vez a un número mayor de letones. El primer reclutamiento, llevado a cabo en 1943, comprendía a todos los letones hombres nacidos entre 1919 y 1924. El siguiente reclutamiento se amplió a todos los letones nacidos entre 1906 y 1928. Los comandantes de la división y la mayoría de altos mandos eran alemanes. Los regimientos individuales de combate fueron generalmente comandados por oficiales letones.
Después de que el Ejército Rojo rompiera las líneas alemanas en Nevel durante el 1.º Frente Báltico en 1943 avanzando sobre Lituania, y los alemanes ordenaran la resistencia a toda costa, la administración letona tomó el mando de la movilización de efectivos.

### Organización dentro de las SS
La legión letona estaba estructurada en dos divisiones como indicada anteriormente:

#### 15. Waffen-Grenadier-Division der SS (Lettische n.1)
Fue la primera división de grenaderos letones formada dentro de la Waffen-SS, dicha división, en letón 15. ieroču SS grenadieru divīzija (latviešu Nr. 1), sería una división "hermana" de la 19. Waffen-Grenadier-Division der SS (Lettische n.2).

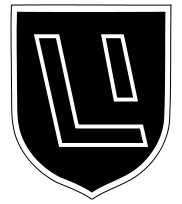
Emblema de la 15. División, podemos ver una L (lettische) y una I (Numeración romana) representando 1.º.

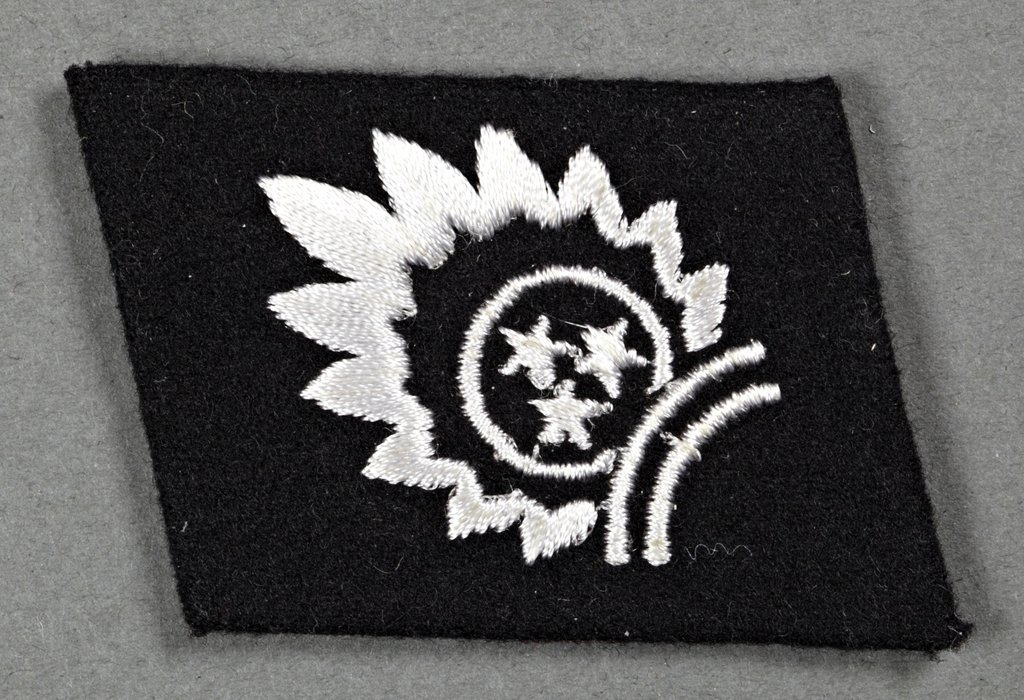
Parches de collar de la 15. División de granaderos letones, se pueden ver las 3 estrellas representando las 3 regiones de Letonia (Kurzeme ir Zemgale, Latgale y Vidzeme). Ver Monumento a la Libertad

#### 19. Waffen-Grenadier-Division der SS (Lettische n.2)
La segunda división respectivamente de grenaderos letones formada dentro de la Waffen-SS, dicha división,en letón 19. ieroču SS grenadieru divīzija (latviešu Nr. 2) sería una división ligada a la 15.                                

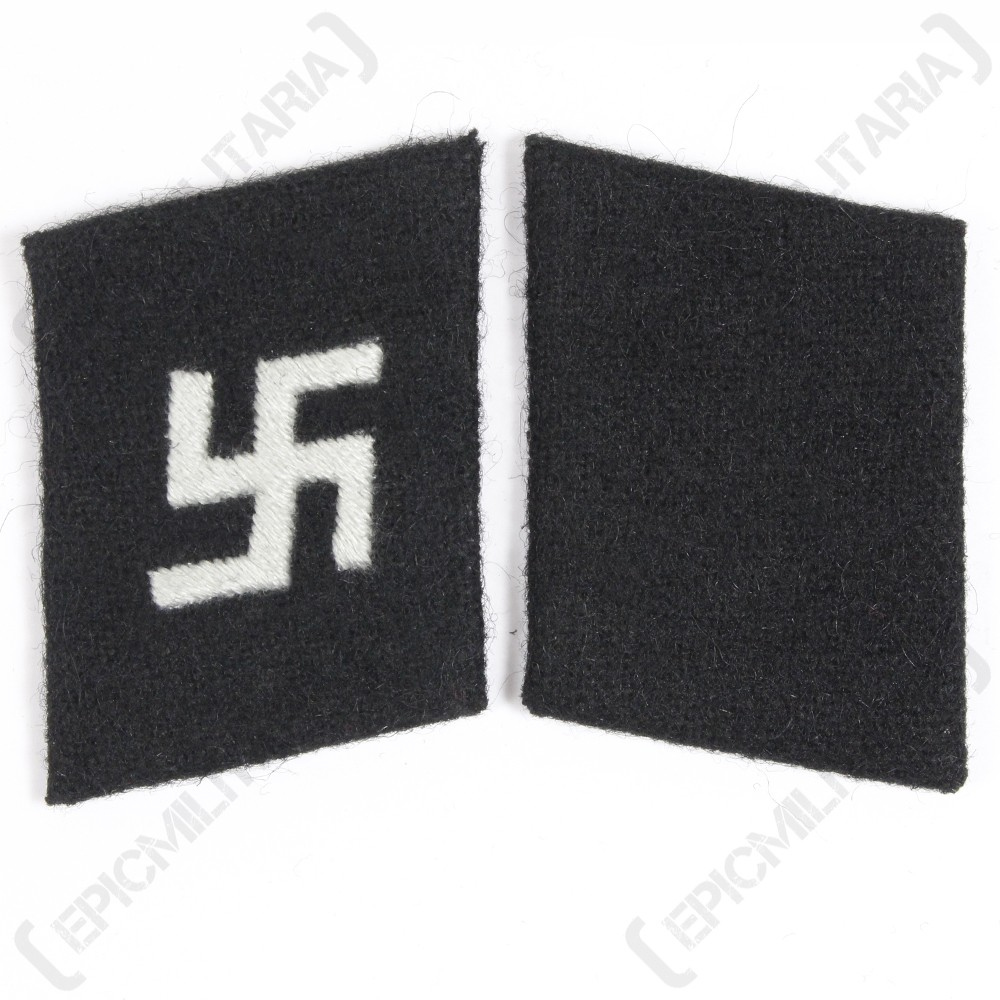
Collar de cuello de la 19a División, podemos ver en la izquierda una Ugunskrusts (Cruz de fuego) (No ser confudida por la Esvástica nacionalsocialista) letona, símbolo letón perteneciente a la Dievturība, aunque este tenga orígenes remotos muy antiguos.

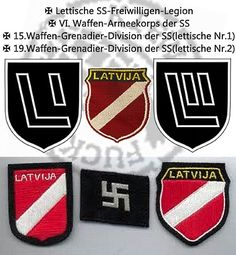
De superior izquierda a inferior derecha: Símbolo de la 15.ª División, Escudo de Brazo de la Legión letona, Símbolo de la 19.ª División, Escudo de brazo de la 15.ª División, Parches de collar de la 19.ª (explicado anteriormente) y el escudo de la 19.ª División. Los escudos siempre variaban.

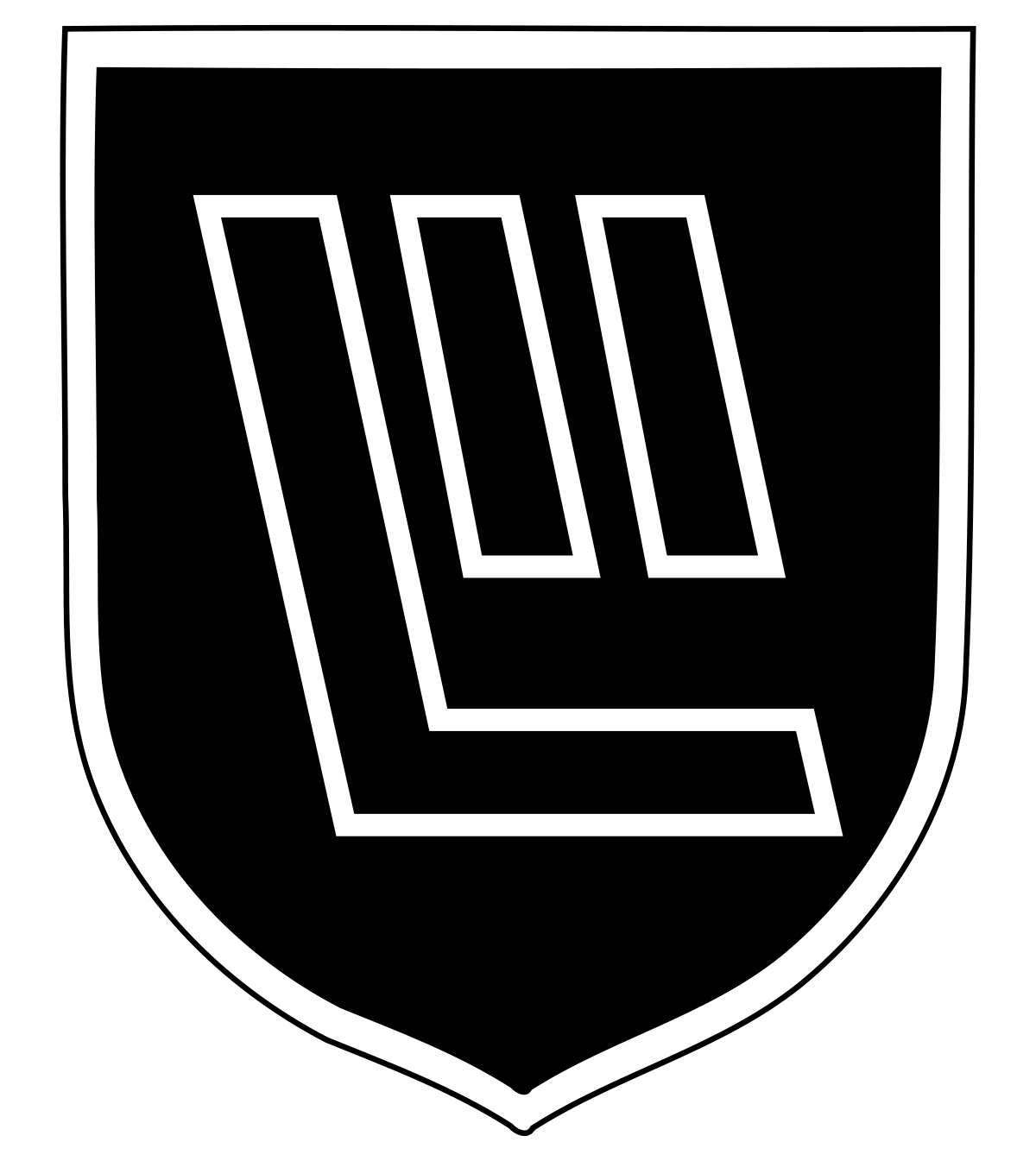
Emblema de la 19a división, podemos ver una L (Lettische) y II (Numeración romana) representando 2º.

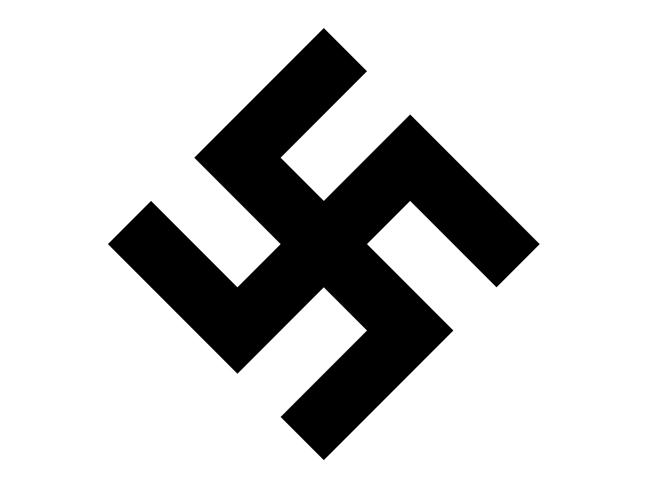
La ugunskrusts (cruz de fuego) significa "santidad", salud, bienestar, una llama eterna. Es la acumulación y derroche de energía, meditativo.

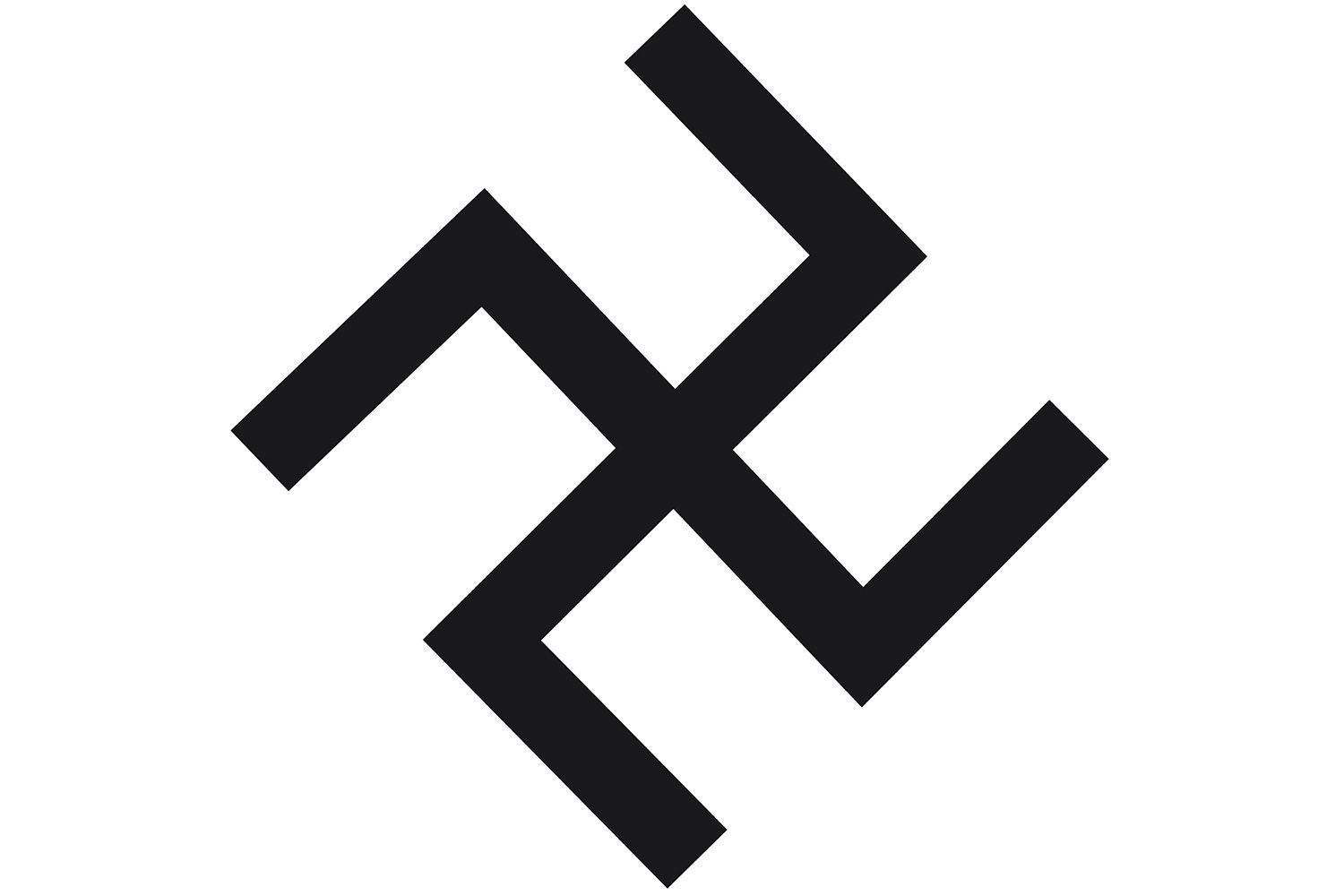
Ugunskrusts (izquierda). Si mira hacia la izquierda, es una realización material de lo divino, si mira hacia la derecha, es la vida espiritual. (en sentido de las agujas del reloj).

### Operaciones militares

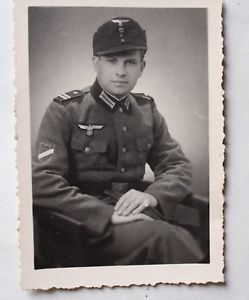
Soldado letón de la Wehrmacht, existieron miles y miles de auxiliares y soldados normales.

La primera unidad en la Legión Letona fue la 2.ª Brigada de Infantería SS, creada en febrero de 1943. Esta unidad luchó primero en el Sitio de Leningrado, enfrente del Observatorio de Púlkovo en marzo de 1943 y luego continuó luchando alrededor de Leningrado hasta que las fuerzas alemanas se retiraron en enero de 1944.
La 15.ª división SS de granaderos fue formada y enviada al frente en noviembre de 1943. Originariamente fue enviada a Ostrov y Novosokolniki, distritos de Óblast de Pskov, pero después de que la Wehrmacht sufriera allí duros reveses, fue trasladada a Belebelka en enero de 1944. Un mes más tarde también tuvieron que retirarse de allí. A finales de febrero de 1944 ambas unidades tomaron posiciones defensivas en los ríos Sorota y Velikaya al tiempo que la 2.ª Brigada SS fue renombrada como 19.ª división SS de Granaderos (2.ª Letona). Durante los dos meses siguientes, estas posiciones vivieron intensos combates. 
En abril de 1944 la Legión Letona fue reemplazada por otras unidades y trasladada a posiciones menos activas en Bardovo-Kudever, a 50 kilómetros al este de Opochka. Allí fueron atacados en junio de 1944 y comenzaron a retirarse el 10 de julio, atravesando la frontera con la URSS el 17 de julio.
Entre agosto y septiembre de 1944, la 15ª SS división fue trasladada a Prusia Oriental para reforzarla con nuevos reclutas. Fueron entrenados cerca de Danzig hasta que recibieron de nuevo la orden de entrar en combate el 22 de enero de 1945. En aquel entonces la Legión Letona constaba de unos 15.000 hombres. Estuvieron combatiendo cerca de Danzig en enero y febrero, retirándose a Pomerania a principios de marzo. A primeros de abril, la unidad se había reducido a 8.000 hombres. Aproximadamente 1.000 efectivos fueron enviados por mar para reforzar las tropas en la Bolsa de Curlandia, mientras el resto se perdieron en combate. El 11 de abril tuvieron noticias de que la división entera iba a ser trasladada a Curlandia. Viendo que la guerra estaba perdida y entendiendo que el envío a Curlandia significaría la muerte o rendirse al Ejército Rojo, la división decidió rendirse a las fuerzas aliadas occidentales llegando a desobedecer, si era necesario, las órdenes de los mandos alemanes.
Por otra parte, la 19.ª SS-division continuó la lucha en Letonia. En octubre de 1944, los avances soviéticos en Lituania la dejaron aislada del resto de fuerzas alemanas en la Bolsa de Curlandia. Esta fue una parte de las seis batallas entre soviéticos y alemanes en Curlandia entre finales de 1944 y principios de 1945. Durante la tercera batalla en diciembre de 1944, las tropas soviéticas incluyeron dos divisiones formadas por letones, la 43.ª y la 308.ª, constituidas a partir de reclutamientos acelerados en la zona liberada por los soviéticos en el este de Letonia. Cuando ambas divisiones letonas, alemanas y soviéticas, se encontraron cara a cara, se mostraron bastantes reacios a combatir e incluso se desentendieron de la batalla sin llegar a disparar un solo tiro. Los mandos soviéticos, a los pocos días, trasladaron a otros lugares a sus divisiones letonas. Junto a otras unidades en la Bolsa de Curlandia, la 19.ª División terminó rindiéndose a los soviéticos al fin de la guerra en Europa, el 9 de mayo de 1945, aunque algunas unidades de la Legión letona decidieron morir antes de rendirse, dicha rendición significaba un pasaporte directo a Siberia, de esta manera, un vasto número de los soldados de la Legión Letona continuaron combatiendo a los soviéticos como Hermanos del Bosque, concretamente más de 10.000 partisanos durante más de diez años después del fin de la Segunda Guerra Mundial.

## Comandantes notables

### Rūdolfs Bangerskis

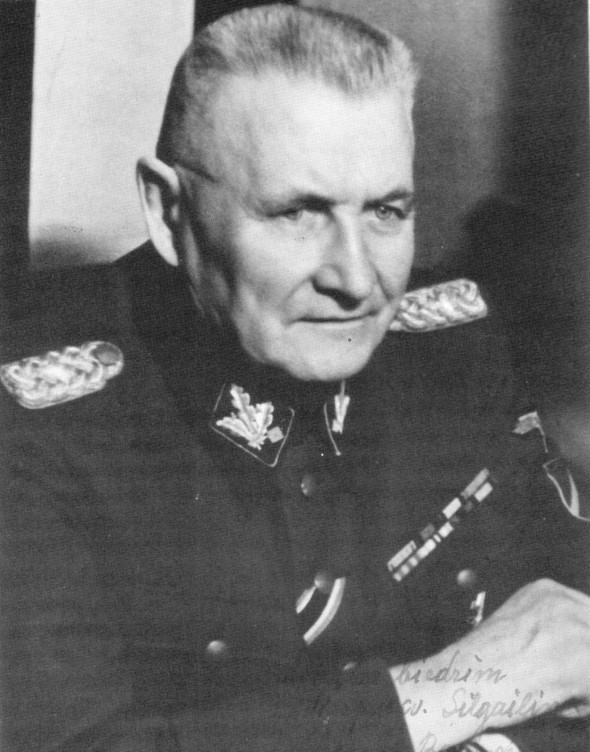
SS-Gruppenführer Bangerskis Rūdolfs.

Rūdolfs Bangerskis nació en el Imperio ruso (Letonia) el 21 de julio de 1878 y falleció el 25 de febrero de 1958 en Alemania.
Sirvió militarmente en el imperio ruso, en el Movimiento Blanco (Revolución rusa), en el ejército Letón y en la Alemania nazi.
Fue el hombre en alcanzar el máximo rango en la Legión Letona, sosteniendo el rango de SS-Gruppenführer (ģenerālleitnantam), lideraba en una manera la legión junto a diferentes diputados y subordinados.
Bangerskis fue más un general inspector que nada, así que fue un general simbólico en su mayoría, los comandantes reales eran los oficiales administrativos comisionados, Silgailis siendo uno de ellos o Voldemars Veiss.

### Arturs Silgailis
Arturs Silgailis nació el 13 de noviembre de 1895 en el Imperio ruso, dentro de Letonia y falleció el 15 de agosto de 1997 en Canadá
Silgailis ostentó el rango de virspulkvedis (oberführer) en la Legión Letona, más concretamente en la 15.ª División SS de granaderos (15. Lettische SS Division) pero este sirvió previamente en el ejército imperial ruso, en Finlandia, Letonia y posteriormente en el Reino Unido, poco después se retiraría.
Silgailis también publicó un libro llamado "Latviešu leģions", donde explica la Legión en detalle, el libro está en Idioma letón y en Idioma inglés

### Voldemārs Veiss
Voldemārs Veiss (7 de noviembre de 1899 - 17 de abril de 1944) fue un oficial letón y un colaborador de los alemanes, quién sirvió en la Waffen-SS de la Alemania Nacional Socialista.

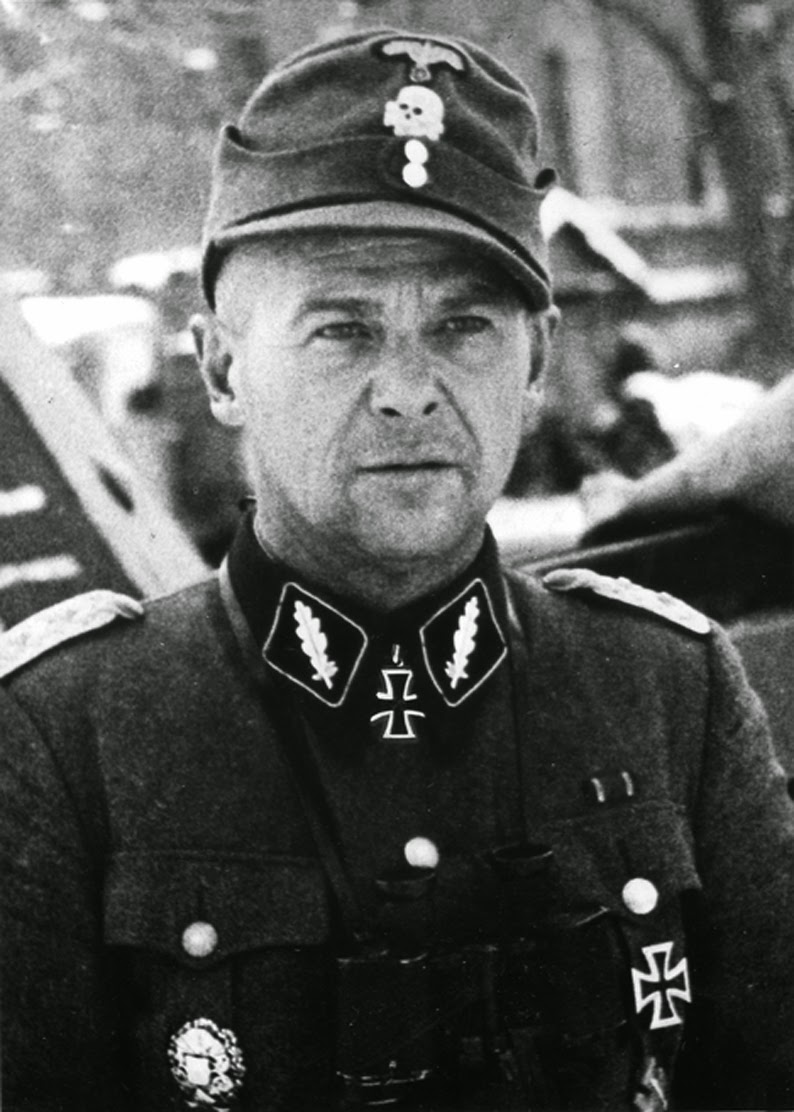
SS-Standartenführer Voldemārs Veiss con una Cruz de Caballero de la Cruz de Hierro, una Cruz de Hierro de 1º clase y una Medalla de herido en plata y unos binoculares Dienstglass.

Cuando Rīga, la capital de Letonia, calló a la Wehrmacht el 1 de julio de 1941, los alemanes empezaron a formar fuerzas de defensa personal y unidades de policía. Veiss fue puesto de comandante de dicha defensa personal.
En el 20 de julio, los alemanes desmantelaron esta organización y ordenador la formación de policía auxiliar, con Veiss siendo puesto a cargo de esta. A finales de 1941, fue el primer diputado director general del director general del Interior, cuando la administración letona fue re-organizada.
Tan temprano como otoño de 1941, unidades de policía auxiliar letona fueron temporalmente ligadas a la Wehrmacht, las primeras fueron usadas en el frente. Este empleo ocasional continuó hasta que la 2.ª Brigada Letona fue formada de 6 batallones letones, cuatro de estos con experiencia de combate.
Hacia el fin de 1943, una formación de 3 batallones, luchando bajo el nombre de "Legión Letona" fueron movidos de la frontera y renombrados a "1er Regimiento Voluntario de la SS Letona", con un cambio de los rangos de la Wehrmacht a los de las Rangos de las SS.
Voldemārs Veiss fue dado comando de su regimiento, que fue parte de la 2.ª Brigada Letona, y recibió el rango de Obersturmbannführer legionario en enero de 1944. Veiss se convirtió en el primer recipiente de la Cruz de Caballero de la Cruz de Hierro en el 9 de febrero de 1944 como Standartenführer y comandante de la SS-Freiwilligen-Grenadier-Regiment 42 (lettische nr. 4)
En el 17 de abril de 1944, Veiss murió de heridas provocadas hace siete días.

## Motivación de los legionarios letones

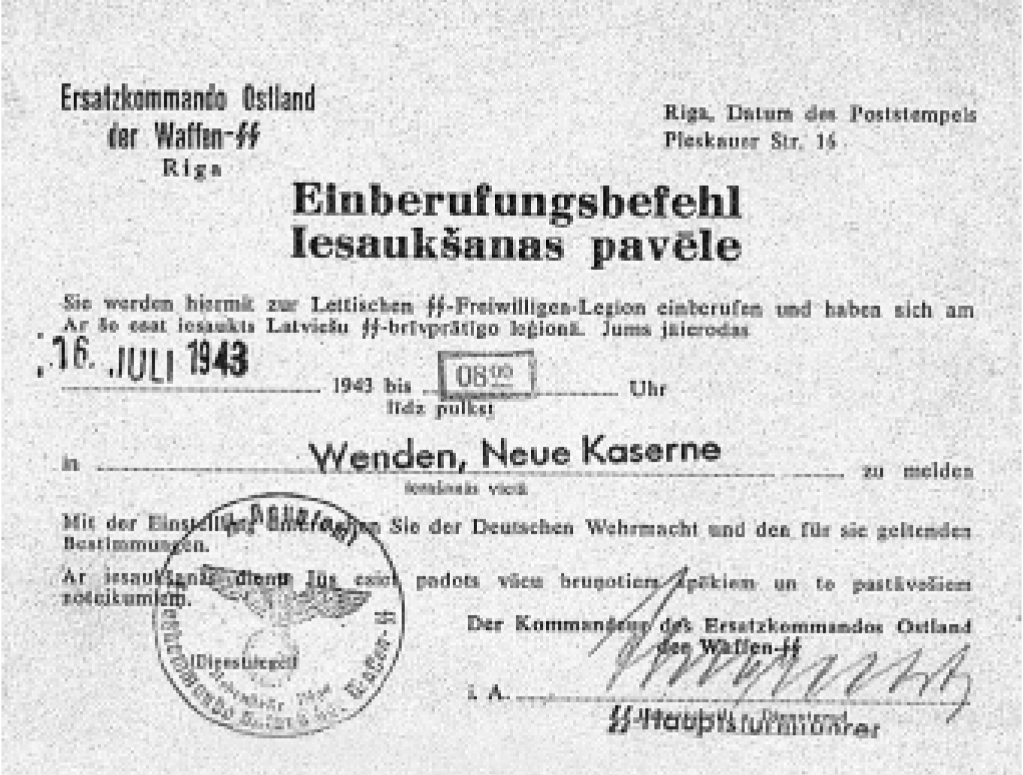
Orden de alistamiento

El Oberführer Adolf Ax, comandante de la 15.ª División, comentó en enero de 1945: "Ellos son los primeros y más destacados letones. Ellos desean una nación-estado Letona sostenible. Forzados a elegir entre Alemania y Rusia, han elegido Alemania porque buscan la integración con la Europa Occidental. El dominio Alemán les parece el menor de los dos males." Esta postura es consecuencia en parte por la Ocupación soviética de Letonia en 1940  y 1941, conocido como El año del terror (en letón: Baigais gads) y durante el cual decenas de miles de familias letonas fueron ejecutados o deportados a Siberia separando a los hombres de las mujeres y los niños para quebrar su resistencia.
Los comandantes de la Legión Letona enfatizaban que los letones estaban luchando contra la re-ocupación soviética. Los reclutas prometían en el nombre de Dios ser leal al ejército alemán y a su comandante Adolf Hitler, ser valiente y estar dispuesto a dar su vida "en la lucha contra el Bolchevismo".
Los legionarios letones esperaban rechazar al Ejército Rojo hasta que dejara de ser una amenaza para Letonia y entonces volverse contra la Alemania Nazi como una repetición de la Guerra de independencia de 1918-1920 cuando las fuerzas letonas expulsaron a ambos bolcheviques y fuerzas alemanas. Los legionarios llevaban banderas letonas bajo sus uniformes como un símbolo de esa esperanza. Este sentimiento también se reflejaba en una de sus más populares canciones en la que, usando eufemismos, venían a decir: "Nosotros venceremos a los rusos y después de eso, venceremos a los alemanes." Los aliados confirmaron esto tan pronto como en 1943, cuando una investigación británica encontró material letón contra sus dos invasores, Alemanes y soviéticos.
Letones, al igual que los estonios y en menor grado lituanos, creían que las fuerzas occidentales, especialmente británicas, vendrían en su ayuda como hicieron en 1918-1920. Estas esperanzas se vieron reforzadas por las comunicaciones aliadas recibidas en noviembre de 1944 en las cuales, comandos británicos les dio instrucciones de aguantar en Curlandia hasta que una flota conjunta Anglo-americana entrara en el mar Báltico. En realidad, Churchill y Roosevelt, en privado,  ya habían entregado los Países Bálticos a Stalin

## Después de la Segunda Guerra Mundial
En 1946, el Tribunal de Núremberg declaró que la Waffen-SS era una organización criminal, haciendo la excepción de las personas que habían sido forzadas a alistarse. Durante los años de la posguerra, los Aliados aplicarían esta excepción a los soldados de la Legión Letona. La Comisión para Personas Desplazadas de los Estados Unidos, en septiembre de 1950, declaró que:
"Las unidades del Báltico de la Waffen-SS han de ser consideradas como separadas y distintas en propósitos, ideología, actividades y cualificaciones de los miembros de la SS Alemana y en cualquier caso, la comisión mantiene que ellos no son un movimiento hostil al Gobierno de los Estados Unidos."
Incluso antes de esta decisión, alrededor de 1.000 soldados de la Legión Letona sirvieron como guardias en el Tribunal de Núremberg custodiando a criminales de guerra nazis. Tras eso, durante el Bloqueo de Berlín, ellos tomaron parte en la seguridad de los Aliados involucrándose en el Puente Aéreo de Berlín durante el bloqueo y más tarde también fueron guardias de los cuarteles del ejército estadounidense.
Durante el periodo soviético, se declaró que la Legión Letona había sido reclutada ilegalmente por la Alemania nazi en 1943, lo cual no indica que se viera envuelta en crímenes de guerra o en el Holocausto Por ejemplo, en la película soviética Es visu atceros, Ričard (Lo recuerdo todo, Ričard)-también conocida como Akmens un šķembas (Piedras y astillas)- filmada en 1966, en plena Guerra Fría y repleta de clichés de la propaganda soviética, se hacía un claro reconocimiento de varios aspectos esenciales con respecto a los soldados legionarios y entre estos: que ellos fueron soldados de primera línea, que frecuentemente eran forzados a alistarse, que no apoyaban la ideología nazi y que no tomaron parte en el Holocausto. Esto contrasta fuertemente con las instancias de la Rusia actual, las cuales denuncian a la Legión Letona como criminales de guerra de las Waffen-SS y utiliza ese tema para mantener la presión ideológica y política en la escena internacional sobre Letonia.
En 1946, la coalición de gobierno en Suecia liderada por los socialdemócratas, debido a la fuerte presión de muchos sectores de la sociedad sueca, extraditó a varios soldados de la Legión Letona (también algunos de las legiones colaboracionistas de Estonia y Lituania) que habían huido a Suecia y fueron entregados a la URSS en un evento que se conoció como Baltutlämningen. En la década de 1990, el Gobierno sueco admitió que aquello había sido "un error". Veteranos supervivientes del Báltico fueron invitados a Suecia en 1994, donde fueron recibidos por el rey Carlos XVI Gustavo de Suecia y la ministra de Asuntos Exteriores sueca Margaretha af Ugglas, participando en varios eventos conmemorativos relativos a su extradición. Ambos, el rey y la ministra, expresaron su arrepentimiento por la entrega de los soldados de las legiones bálticas a las autoridades soviéticas.

### Denuncias sobre la participación en crímenes de guerra
Si la Legión Letona estuvo envuelta o no en crímenes de guerra es un asunto de profunda controversia. Muchos historiadores letones mantienen que la Legión Letona fue una unidad de combate de primera línea y no participó en ningún crimen de guerra y afirman que, siendo una unidad de reclutamiento, estaba exenta de la organización. Opinión en consonancia con las conclusiones de las autoridades aliadas de posguerra. Tampoco ningún legionario letón fue acusado de ningún crimen de guerra.
Sin embargo, como los primeros miembros del movimiento fascista letón Pērkonkrusts y participantes en el Holocausto como algunos de los 600 miembros del Arajs Kommando entraron a formar parte de la legión, la presencia de estos individuos así como la acusación contra los batallones de policía formados posteriormente a la Legión Letona, ha sido usado por las autoridades soviéticas y más tarde las rusas para denuncia a toda la legión como criminales de guerra. Recientemente se ha afirmado que la Legión Letona estuvo implicada en crímenes de guerra. "Solo entre el 18 de diciembre de 1943 y el 2 de abril de 1944, los soldados de esta unidad la Legión Letona destruyeron 23 pueblos y fusilaron a más de 1.300 personas, y además torturaron a soldados y oficiales soviéticos prisioneros de guerra"..

## Día de la Legión Letona

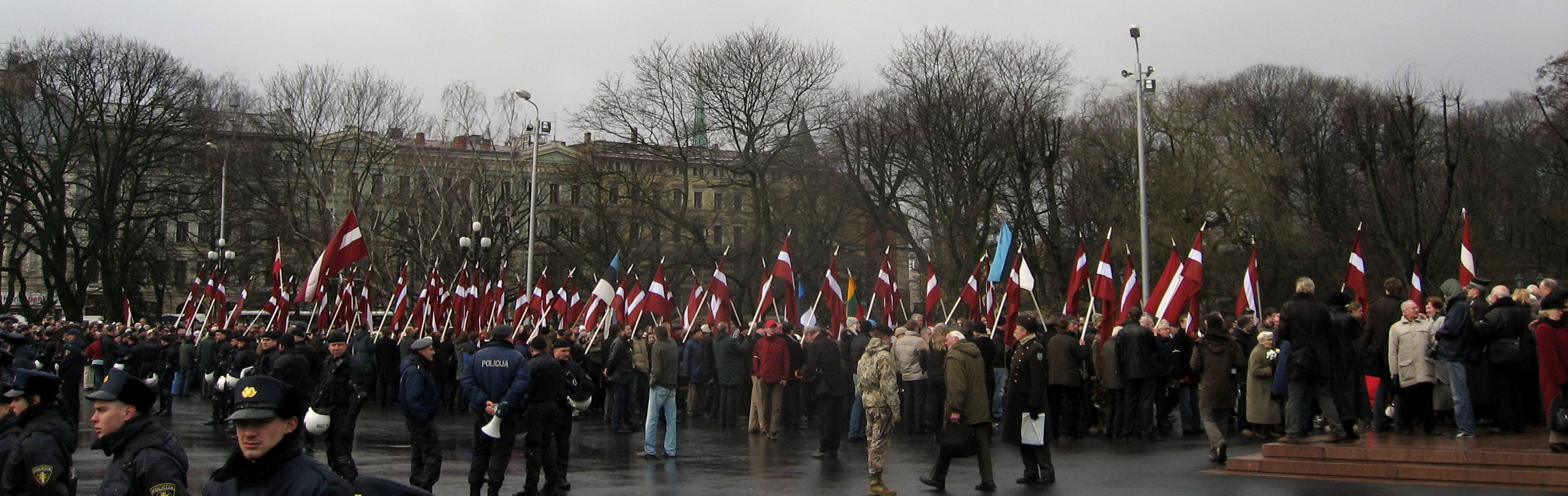
Celebración del Día de la Legión Letona en 2008.

Del 16 al 18 de marzo de 1944 una dura batalla tuvo lugar en la orilla oriental del río Velikaya por la conquista de la colina "93,4", una importante posición estratégica deseada tanto por la Wehrmacht como por el Ejército Rojo. Esta fue defendida por la 15.ª división SS de granaderos y la 19.ª división SS de granaderos. En la mañana del 16 de marzo comenzó el asalto soviético a la posición y los defensores fueron forzados a retirarse aunque los soviéticos no consiguieron romper la resistencia de los letones. En la mañana del 18, en un contraataque de la 15.ª división, dirigida por el coronel Artūrs Silgailis, la colina fue recuperada sin apenas bajas. Tras esto, los soviéticos no volvieron a intentar el asalto. El 16 de marzo fue la primera ocasión en la guerra que ambas divisiones letonas lucharon juntas en la misma batalla y la única batalla comandada únicamente por mandos letones. De este modo, varios años pasada la guerra, el 16 de marzo fue elegido por varios legionarios veteranos en el exilio como el Día de la Legión Letona y no fue hasta 1990 que pudieron realizar el primer desfile conmemorativo en Letonia. Posteriormente, el 16 de marzo se convertiría en el Día de la Independencia Letona.
Estos últimos años, en las celebraciones del Día de la Independencia ha habido distintos altercados entre organizaciones nacionalistas que reivindican la memoria de la Legión Letona y manifestantes prorrusos que intentan bloquear las marchas.[cita requerida]

## Himno
Ambientado en las SS-Teufelslied, interesantemente carece del típico "Ha ha ha ha ha" que se encuentra en todos los otros himnos.  
| Zem mūsu kājām lielceļš balts Uz Latviju tas ved. Uz Latviju, kur naidnieks baigs, Pār laukiem nāvi sēj Mēs soļojam droši un lepni, Un šautenes plecos ir mums, un senajo varoņu vārdi, nāk līdzi, kā mantojums mums. Mēs nāksim drīz, Latvija, gaidi! Un nesīsim brīvību Tev Kas mums dārga! Un mēs ejam un ejam un traucam un steidzam Par vēlu mēs nedrīkstam būt! Mums viena doma sirdī kvēl Par tēvu zemi stāt! Un nežēlīgam naidniekam Likt visu atmaksāt! Mēs šautenēm liksim tad liesmot, Un granātu metējiem kaukt, Bet pašiem mums nāvei būs spītēt, Ložu svilpieniem atbalsis saukt! Mēs ticam trīs Latvijas zvaigznēm, Lai ugunī spožas kļūst tās, mūžu mūžam! Un mēs ejam un ejam uz priekšu tik traucam Par vēlu mēs nedrīkstam būt! | Bajo nuestros pies está el blanco camino Que nos lleva a Letonia A Letonia, donde nuestro cruel enemigo Siembra la muerte en los campos Marchamos atrevidos y orgullosos Y los rifles cuelgan de nuestros hombros Y los nombres de nuestros antiguos héroes Son la herencia que nos sigue Ya vamos, Letonia, ¡Espéranos! Te traemos libertad Porque te amamos Y vamos, y vamos, y corremos y nos apresuramos porque nunca es demasiado tarde Solo una cosa calienta nuestro corazón Por nuestra patria ¡A luchar! Y a nuestro cruel enemigo Hacerlo pagar Entonces nuestros rifles escupirán llamas y los lanza granadas aullarán Y a pesar de nuestra muerte Nuestras balas hacen ecos en los vientos Creemos en las tres estrellas de Letonia !Que su fuego eterno! !Siempre nos ilumine! Y vamos, y vamos, y corremos y nos apresuramos porque nunca es demasiado tarde |
| --- | --- |